# Tel Adašim
Tel Adašim (hebrejsky תֵּל עֲדָשִׁים‎, doslova "Čočkový pahorek", anglicky Tel Adashim) je vesnice typu mošav v Izraeli, v Severním distriktu, v Oblastní radě Jizre'elské údolí.

## Geografie
Leží v nadmořské výšce 105 metrů na severním okraji Jizre'elského údolí, které dál k východu plynule přechází do údolí Bik'at Ksulot, nedaleko od úpatí pahorků Dolní Galileji (Harej Nacrat, Nazaretské hory), které se zvedají severně odtud. Východně a jihovýchodně od obce prochází vádí Nachal Adašim. Severozápadně od vesnice je to vádí Nachal Mizra.
Vesnice se nachází v oblasti s intenzivním zemědělstvím, cca 5 kilometrů severně od města Afula, 5 kilometrů jihovýchodně od města Migdal ha-Emek, cca 80 kilometrů severovýchodně od centra Tel Avivu a cca 33 kilometrů jihovýchodně od centra Haify. Tel Adašim obývají Židé, přičemž osídlení v tomto regionu je převážně židovské. Aglomerace Nazaretu, kterou obývají převážně izraelští Arabové, ale začíná jen cca 3 kilometry severním směrem. Nejblíže z ní leží arabské město Iksal.
Tel Adašim je na dopravní síť napojen pomocí severojižní dálnice číslo 60 Afula-Nazaret, ze které poblíž obce vybíhá k západu dálnice číslo 73.

## Dějiny
Tel Adašim byl založen v roce 1923. Pojmenován byl podle arabské vesnice Tel Adas, která ležela poblíž. Už v říjnu 1913 se v této lokalitě usadila skupina členů sionistické obranné organizace ha-Šomer. Ti pobývali poblíž arabské vesnice a byli závislí na zdroji pitné vody z této arabské vesnice. Jejich úkolem bylo hlídat ropovod z dnešního Iráku do Haify. Jejich osada se tehdy nazývala Tel Adaš (תל עדש). Během první světové války byli zdejší židovští osadníci vystaveni perzekuci od tureckých úřadů. Za války navíc došlo mezi osadníky k rozepři, po které část z nich přesídlila do Kfar Gil'adi v Horní Galileji. V roce 1918 tu zůstaly jen dvě židovské rodiny.
Mezitím ale po 1. světové válce do tohoto takřka opuštěného opěrného bodu dorazili noví osadníci, kteří za sebou měli výcvik v Kfar Urija a další, napojení na pracovní oddíly Gdut ha-Avoda. Šlo o 40 židovských rodin, původem z Ruska a Polska. Ti zde vytvořili zemědělský mošav. Roku 1923 se přesunuli do nynější lokality. Osada byla navržena na plánovitém elipsovitém půdorysu. Vesnice zpočátku čelila ekonomickým obtížím. Například v letech 1929–1930 byla zdejší úroda zničena invazí myší. Mošav Tel Adašim také byl opakovaně terčem útoků od Arabů z nedalekého Iksalu. V době arabského povstání ve 30. letech 20. století měl Tel Adašim jen cca 70 obyvatel, zatímco v Iksalu žilo 500 Arabů.
Roku 1949 měl Tel Adašim 315 obyvatel a rozlohu katastrálního území 7490 dunamů (7,49 kilometrů čtverečních).
V Tel Adašim fungují zařízení předškolní péče o děti. Základní škola je v obci Ginegar. Je tu k dispozici plavecký bazén, sportovní areály a společenské centrum. Ekonomika obce je založena na zemědělství, průmyslu a turistickém ruchu. Tel Adašim prochází stavební expanzí.
V Tel Adašim vyrůstal Rafael Ejtan, izraelský generál a politik.

## Demografie
Obyvatelstvo mošavu Tel Adašim je sekulární. Podle údajů z roku 2014 tvořili naprostou většinu obyvatel v Tel Adašim Židé (včetně statistické kategorie "ostatní", která zahrnuje nearabské obyvatele židovského původu ale bez formální příslušnosti k židovskému náboženství).
Jde o menší sídlo vesnického typu s dlouhodobě výrazně rostoucí populací. K 31. prosinci 2014 zde žilo 1383 lidí. Během roku 2014 populace klesla o 0,4 %.
| Rok            | 1948 | 1949 | 1961 | 1972 | 1983 | 1995 | 2001 | 2003 | 2004 | 2005 | 2006 | 2007 | 2008 | 2009 | 2010 | 2011 | 2012 | 2013 | 2014 |
| -------------- | ---- | ---- | ---- | ---- | ---- | ---- | ---- | ---- | ---- | ---- | ---- | ---- | ---- | ---- | ---- | ---- | ---- | ---- | ---- |
| Počet obyvatel | 312  | 315  | 436  | 410  | 401  | 406  | 458  | 503  | 580  | 668  | 744  | 827  | 895  | 1189 | 1319 | 1327 | 1315 | 1388 | 1383 |